# Conquest Knight XV
Il Conquest Knight XV è un SUV realizzato dall'azienda Conquest Vehicles nel 2008.

## Sviluppo
Il veicolo era frutto di un progetto di William Maizlin, ingegnere militare canadese che tentò di unire le caratteristiche tipiche di un mezzo blindato con gli equipaggiamenti lussuosi di un SUV.

## Tecnica
La carrozzeria e i vetri esterni del mezzo erano totalmente blindati e all'interno del vano motore trovava posto un propulsore V10 6.8 da 400 CV di potenza gestito da un cambio automatico a cinque rapporti che trasmetteva la potenza ad una trazione di tipo integrale. Per la sua realizzazione ci si basò su di un pianale fornito dalla Ford. Come alimentazione il Knight XV poteva impiegare il biocarburante E85 che si immetteva in un serbatoio da 151 litri di capienza. Gli pneumatici montati erano Thompson Baja Radial ATZ.
Gli interni presentavano tappetini Wilton Wool, rivestimenti in pelle Andrew Muirhead, illuminazione interna con luci a LED, sistema multimediale con CD, DVD e televisione, sistema bluetooth, lettore Mp3, PlayStation 3 e telecamere per la visione anteriore e posteriore (anche notturna).